# باتريك ميرفي (سياسي)
باتريك ميرفي (بالإنجليزية: Patrick Murphy)‏ هو محاسب وسياسي أمريكي، ولد في 30 مارس 1983 في ميامي في الولايات المتحدة. حزبياً، نشط في الحزب الديمقراطي والحزب الجمهوري. في انتخابات مجلس النواب الأمريكي 2012، انتخب عضو مجلس النواب الأمريكي عن دائرة Florida's 18th congressional district ‏ وقد انضم خلال فترته النيابية (3 يناير 2013 – 3 يناير 2015) للكتلة البرلمانية الحزب الديمقراطي وفي انتخابات مجلس النواب الأمريكي 2014 ‏، انتخب عضو مجلس النواب الأمريكي عن دائرة Florida's 18th congressional district ‏ وقد انضم خلال فترته النيابية ‏ (6 يناير 2015 – 3 يناير 2017) للكتلة البرلمانية الحزب الديمقراطي وانتخب عضو مجلس النواب الأمريكي (2013 – 2017).

## وصلات خارجية
- الموقع الرسمي